# З відкритими картами
З відкритими картами (нім. Mit Offenen Karten, фр. Le Dessous des cartes) — щотижнева програма на телеканалі ARTE, в якій на основі історичних та актуальних карт розглядаються різні питання, зокрема геополітики та економіки. Передача вперше вийшла на французькому телеканалі La Sept в 1990 році під назвою Le Dessous des cartes. Починаючи з 1992 року передача виходить на німецькому телеканалі ARTE і станом на 2013 рік є найстарішою передачею, що безперервно виходить на цьому каналі. Ведучий передачі та її редактор — політолог і антрополог Жан-Крістоф Віктор.

## Зміст передачі
Передачі зазвичай тривають від 10 до 12 хвилин і торкаються або актуальних тем, або ж питань, яких громадська думка оминає увагою. Розглянуті питання охоплюють різні теми, від карти забруднення океанів до історичних та актуальних проблем, зокрема, історії геополітичного становища Японії та зовнішньої політики Сполучених Штатів. Також часто передача розповідає про окремі країни або регіони та особливості тамтешньої геополітики. Для докладнішого висвітлення складних тем передача виходить в двох, інколи трьох, частинах. В кінці кожної передачі ведучий, Жан-Крістоф Віктор, надає поради стосовно додаткової літератури на тему випуску. Ведучий радить лише франкомовну літературу, поради для німецькомовних глядачів знаходяться на вебсайті передачі.